# David García Dapena
Pour les articles homonymes, voir David Garcia, García et Dapena.
 David García Dapena (né le 30 septembre 1977 à Pontevedra) est un coureur cycliste espagnol, professionnel de 1999 à 2010.

## Biographie
David García Dapena commence sa carrière professionnelle en 1999 au sein de l'équipe portugaise LA Aluminios-Pecol.
En septembre 2010, il prend la onzième place du Tour d'Espagne. Le jeudi 30 septembre, l'Union cycliste internationale annonce qu'un contrôle antidopage dont il a été l'objet durant ce Tour d'Espagne révèle la présence d'hydroxyéthyl starch. Son coéquipier Ezequiel Mosquera, deuxième de cette Vuelta, présente les mêmes résultats. Le 6 octobre, l'UCI annonce qu’un deuxième échantillon d’urine de Garcia s’est révélé positif, et cette fois à l’EPO.
À la fin de la saison 2010, il met un terme à sa carrière comme coureur cycliste professionnel et écope de deux ans de suspension début 2011. Les résultats qu'il a obtenus à partir du 28 août 2010 sont annulés. Le 7 septembre 2011, il avoue s'être dopé à l'EPO.

## Palmarès
- 1998
  - 3e étape du Tour de Valladolid[5]
  - Grand Prix de la ville de Vigo
- 2000
  - Clásica de Pascua
  - 8e étape du Tour du Portugal de l'Avenir
- 2001
  - 4e étape du Grand Prix Philips
  - 3e de Porto-Lisbonne
  - 3e du Grand Prix Abimota
- 2002
  - 2e de la Volta a Trás-os-Montes e Alto Douro
- 2003
  - 2e étape du Prémio de Cantanhede
  - 1re et 4e étapes du Grand Prix Abimota
  - 2e de la Clássica da Primavera
  - 2e du Grand Prix Abimota
  - 3e du Grand Prix de Gondomar
- 2004
  - 4e étape du Tour des Terres de Santa Maria da Feira
  - 4e étape de la Volta a Trás-os-Montes e Alto Douro
- 2005
  - 4e étape du Grand Prix Abimota
- 2006
  - 1re étape du Tour des Terres de Santa Maria da Feira
  - 2e du Tour des Terres de Santa Maria da Feira
  - 2e du Grand Prix de la ville de Vigo
- 2008
  - Classement général du Tour de Turquie
  - 15e étape du Tour d'Espagne
- 2009
  - 2e étape du Tour de Turquie
  - Tour de La Rioja
  - 3e du Tour de Turquie

## Résultats sur les grands tours

### Tour d'Italie
1 participation
- 2009 : abandon (5e étape)

### Tour d'Espagne
4 participations
- 2007 : 23e
- 2008 : 14e, vainqueur de la 15e étape
- 2009 : 23e
- 2010 : disqualifié (initialement 11e)

## Classements mondiaux
| Année                  | 2005 | 2006 | 2007 | 2008 | 2009 | 2010 |
| ---------------------- | ---- | ---- | ---- | ---- | ---- | ---- |
| Calendrier mondial UCI |      |      |      |      | 178e | 110e |
| UCI Europe Tour        | 692e | 472e | 401e | 111e | 105e | 969e |